# اللقوح (حالمين)

تعديل مصدري - تعديل

اللقوح هي إحدى قرى عزلة حبيل الريدة بمديرية حالمين التابعة لمحافظة لحج، بلغ تعداد سكانها 174 نسمة حسب تعداد اليمن لعام 2004.